# Chiaki Yamada
Chiaki Yamada (山田 千愛, 2 d'agost de 1966) és una exfutbolista japonesa.

## Selecció del Japó
Va debutar amb la selecció del Japó el 1984. Va disputar 21 partits amb la selecció del Japó.

## Estadístiques
| Selecció del Japó | Selecció del Japó | Selecció del Japó |
| Anys              | Partits           | Gols              |
| ----------------- | ----------------- | ----------------- |
| 1984              | 2                 | 0                 |
| 1985              | 0                 | 0                 |
| 1986              | 6                 | 0                 |
| 1987              | 4                 | 1                 |
| 1988              | 2                 | 0                 |
| 1989              | 7                 | 2                 |
| Total             | 21                | 3                 |